# Nederlandse kampioenschappen indooratletiek 2007
De Nederlandse kampioenschappen indooratletiek 2007 werden gehouden in Gent op zaterdag 17 februari 2007.

## Uitslagen

### 60 m
| rang   | atleet             | prestatie |
| ------ | ------------------ | --------- |
| Goud   | Patrick van Luijk  | 6,77 s    |
| Zilver | Daniel van Leeuwen | 6,80 s    |
| Brons  | Timothy Beck       | 6,88 s    |

| rang   | atlete                | prestatie |
| ------ | --------------------- | --------- |
| Goud   | Pascal van Assendelft | 7,54 s    |
| Zilver | Eugenie Kool          | 7,69 s    |
| Brons  | Jo-Ann Plet           | 7,73 s    |

### 400 m
| rang   | atleet               | prestatie |
| ------ | -------------------- | --------- |
| Goud   | Youssef el Rhalfioui | 47,51 s   |
| Zilver | Bob Keus             | 47,98 s   |
| Brons  | Jordy Hindriks       | 48,64 s   |

| rang   | atlete            | prestatie |
| ------ | ----------------- | --------- |
| Goud   | Annemarie Schulte | 54,68 s   |
| Zilver | Machteld Mulder   | 55,33 s   |
| Brons  | Petra Groenenboom | 56,40 s   |

### 800 m
| rang   | atleet       | prestatie |
| ------ | ------------ | --------- |
| Goud   | Arnoud Okken | 1.47,80   |
| Zilver | Bram Som     | 1.47,90   |
| Brons  | Hugo de Haan | 1.51,08   |

| rang   | atlete            | prestatie |
| ------ | ----------------- | --------- |
| Goud   | Najla Jaber       | 2.10,15   |
| Zilver | Yvonne Hak        | 2.10,42   |
| Brons  | Marjolein de Jong | 2.10,81   |

### 1500 m
| rang   | atleet         | prestatie |
| ------ | -------------- | --------- |
| Goud   | Bas Eefting    | 3.54,08   |
| Zilver | Marcel Wouters | 3.59,59   |
| Brons  | Erwin Meijer   | 4.00,11   |

| rang   | atlete            | prestatie |
| ------ | ----------------- | --------- |
| Goud   | Helen Hofstede    | 4.24,85   |
| Zilver | Anne van der Hurk | 4.25,43   |
| Brons  | Corine van Beek   | 4.28,76   |

### 3000 m
| rang   | atleet                  | prestatie |
| ------ | ----------------------- | --------- |
| Goud   | Ate van der Burgt       | 8.19,03   |
| Zilver | David Hemstede          | 8.28,72   |
| Brons  | Alexander van de Vooren | 8.36,37   |

| rang   | atlete          | prestatie |
| ------ | --------------- | --------- |
| Goud   | Helen Hofstede  | 10.05,63  |
| Zilver | Ingrid Grutters | 10.20,68  |
| Brons  | Suzanna Landman | 10.54,91  |

### 60 m horden
| rang   | atleet                | prestatie |
| ------ | --------------------- | --------- |
| Goud   | Gregory Sedoc         | 7,65 s    |
| Zilver | Marcel van der Westen | 7,70 s    |
| Brons  | Virgil Spier          | 7,93 s    |

| rang   | atlete             | prestatie |
| ------ | ------------------ | --------- |
| Goud   | Femke van der Meij | 8,34 s    |
| Zilver | Rosina Hodde       | 8,40 s    |
| Brons  | Jo-Ann Plet        | 8,51 s    |

### verspringen
| rang   | atleet              | prestatie |
| ------ | ------------------- | --------- |
| Goud   | Eelco Sintnicolaas  | 7,65 m    |
| Zilver | Rogier van der Berg | 7,21 m    |
| Brons  | Ingmar Vos          | 7,18 m    |

| rang   | atlete             | prestatie |
| ------ | ------------------ | --------- |
| Goud   | Karin Ruckstuhl    | 6,26 m    |
| Zilver | Valentine Kortbeek | 5,71 m    |
| Brons  | Kyra Pabbruwee     | 5,71 m    |

### hink-stap-springen
| rang   | atleet          | prestatie |
| ------ | --------------- | --------- |
| Goud   | Maarten Bouwman | 14,82 m   |
| Zilver | Sander Hage     | 14,56 m   |
| Brons  | Frank Koopmans  | 14,41 m   |

| rang   | atlete               | prestatie |
| ------ | -------------------- | --------- |
| Goud   | Janneke Hulshof      | 12,48 m   |
| Zilver | Brenda Baar          | 12,05 m   |
| Brons  | Yvet van der Sterren | 11,06 m   |

### hoogspringen
| rang   | atleet           | prestatie |
| ------ | ---------------- | --------- |
| Goud   | Jan Peter Larsen | 2,15 m    |
| Zilver | Martijn Nuijens  | 2,12 m    |
| Brons  | Pierre de Windt  | 2,06 m    |

| rang   | atlete        | prestatie |
| ------ | ------------- | --------- |
| Goud   | Marije Langen | 1,75 m    |
| Zilver | Yvonne Wisse  | 1,75 m    |
| Brons  | Inge Crijns   | 1,72 m    |

### polsstokhoogspringen
| rang   | atleet             | prestatie |
| ------ | ------------------ | --------- |
| Goud   | Rens Blom          | 5,60 m    |
| Zilver | Christian Tamminga | 5,35 m    |
| Brons  | Wout van Wengerden | 5,15 m    |

| rang   | atlete              | prestatie |
| ------ | ------------------- | --------- |
| Goud   | Rianna Galiart      | 4,00 m    |
| Zilver | Sandra van der Geer | 3,80 m    |
| Brons  | Yvette Caldenhove   | 3,50 m    |

### kogelstoten
| rang   | atleet              | prestatie |
| ------ | ------------------- | --------- |
| Goud   | Rutger Smith        | 19,96 m   |
| Zilver | Erik van Vreumingen | 18,86 m   |
| Brons  | René van der Donk   | 17,75 m   |

| rang   | atlete            | prestatie |
| ------ | ----------------- | --------- |
| Goud   | Melissa Boekelman | 17,02 m   |
| Zilver | Denise Kemkers    | 16,28 m   |
| Brons  | Loes Verlaak      | 14,76 m   |

1969 · 
1970 · 
1971 · 
1972 · 
1973 · 
1974 · 
1975 · 
1976 · 
1977 · 
1978 · 
1979 ·
1980 · 
1981 · 
1982 · 
1983 · 
1984 · 
1985 · 
1986 · 
1987 · 
1988 · 
1989 · 
1990 · 
1991 · 
1992 · 
1993 · 
1994 · 
1995 · 
1996 · 
1997 · 
1998 · 
1999 · 
2000 · 
2001 · 
2002 · 
2003 · 
2004 · 
2005 · 
2006 · 
2007 · 
2008 · 
2009 · 
2010 · 
2011 · 
2012 · 
2013 · 
2014 ·
2015 ·
2016 ·
2017 ·
2018 ·
2019 · 
2020 · 
2021 · 
2022 · 
2023 · 
2024 · 
2025